# Spiritbox
 (mai 2022).
Le contenu est difficilement compréhensible vu les erreurs de traduction, qui sont peut-être dues à l'utilisation d'un logiciel de traduction automatique.
Spiritbox est un groupe canadien de heavy metal, originaire de l’île de Vancouver, en Colombie-Britannique. Les critiques ont qualifié leur style de metalcore, de post-metal, de djent, de metal progressif, de metal alternatif et de « post-metalcore ». Le style metal du groupe est ainsi difficile à classer dans un genre de musique metal spécifique, car il puise dans une variété d'influences et incorpore des éléments électroniques. La particularité du groupe est l’expérimentation.
Le groupe Spiritbox est formé en 2017 par le couple Mike Stringer (guitariste) et Courtney LaPlante (chanteuse), après avoir quitté leur ancien groupe, Iwrestledabearonce car ils recherchaient davantage de liberté artistique. En 2017, ils sortent tous les deux un premier EP intitulé Spiritbox, puis en 2018, deux nouveaux membres se greffent au duo : Bill Crook à la basse et Ryan Loerke à la batterie. Ils sortent tous les quatre en 2019, un second EP nommé Singles Collection.
Le groupe gagne en popularité au fil de singles qui atteignent les classements du Billboard, avant de sortir leur premier album Eternal Blue (2021), atteignant la 13e au Billboard 200 américain. Leur musique est actuellement diffusée par leur label, Pale Chord, en partenariat avec Rise Records. Le groupe sort son deuxième album, Tsunami Sea le 7 mars 2025.

## Biographie

### Formation et débuts (2015-2019)
Courtney LaPlante et Mike Stringer se sont fiancés en 2011. Ils souhaitaient monter un projet musical en commun, mais ont intégré, en 2012 pour Courtney et 2013 pour Mike, le groupe Iwrestledabearonce,. Fin 2015, ils décident de quitter le groupe. LaPlante et Stringer avaient chacun remplacé un ancien membre d'Iwrestledabearonce et n'étaient pas à l'aise avec ce statut dans le groupe ; tous deux souhaitaient également poursuivre une nouvelle direction personnelle et créative. Ils ont décidé de faire une pause dans leur tournée et de retourner dans leur ville natale pour trouver un emploi régulier. Tout au long de 2015, Mike présente à Courtney des démos de chansons affichant différents styles musicaux. Ils se marient en 2016, et deux semaines après le mariage, ils commencent à investir leur argent dans l'enregistrement des chansons. Puis Mike écrit les parties de batterie pour un EP prévu, qui sont réarrangées par leur batteur de session à l'époque, l'ancien coéquipier d'Iwrestledabearonce, Mikey Montgomery. L'EP est enregistré par le couple dans leur home studio, avec leur ami Tim Creviston. Il est mixé et masterisé par Dan Braunstein à Los Angeles.
Le 9 octobre 2017, Courtney et Mike annoncent le lancement de leur groupe nommé Spiritbox, c'est Mike qui trouve le nom du groupe donnant le ton à leurs chansons qu'ils qualifiaient d'effrayantes,,. Spiritbox s'est formé à Victoria, situé sur l'île de Vancouver, en Colombie-Britannique,. Courtney a expliqué qu'Iwrestledabearonce n'avait fait aucune déclaration concernant leur situation, et ainsi, elle a officiellement confirmé son départ du groupe le 25 octobre 2017. Spiritbox reçoit un budget de FACTOR (the Foundation to Assist Canadian Talent on Records), financé par le gouvernement du Canada et des diffuseurs privés, pour soutenir les investissements nécessaires à l'enregistrement et aux tournées.
Spiritbox sort un premier EP éponyme de sept chansons le 27 octobre 2017, très inspiré par Tesseract , suivi d'un single, The Beauty of Suffering. Peu de temps après, leur projet est interrompu pendant un moment, car ils ne pouvaient jouer leurs chansons en live sans autres musiciens.
En 2018, Bill Crook du groupe de pop punk Living with Lions rejoint le groupe en tant que bassiste permanent. Peu de temps après, ils ont trouvé Ryan Loerke en tant que batteur. Jason Mageau, l'ancien manager d'Iwrestledabearonce, fonde le label Pale Chord, qui est distribué via The Orchard afin de sortir la musique de Spiritbox. Mageau (qui fait partie de Roc Nation) et le groupe décident de promouvoir et d'établir de la musique en ligne plutôt que de dépenser de l'argent dans de petites tournées de clubs. Par conséquent, ils choisissent de ne pas tourner pendant deux ans. Après ce premier EP, le groupe gagne une base de fans croissante, ils sortent un second EP de cinq chansons intitulé Singles Collection le 26 avril 2019 via Pale Chord,. Tout au long de 2018 et 2019, le groupe compose la plupart des chansons de leur premier album prévu.

### Eternal Blue(depuis 2020)

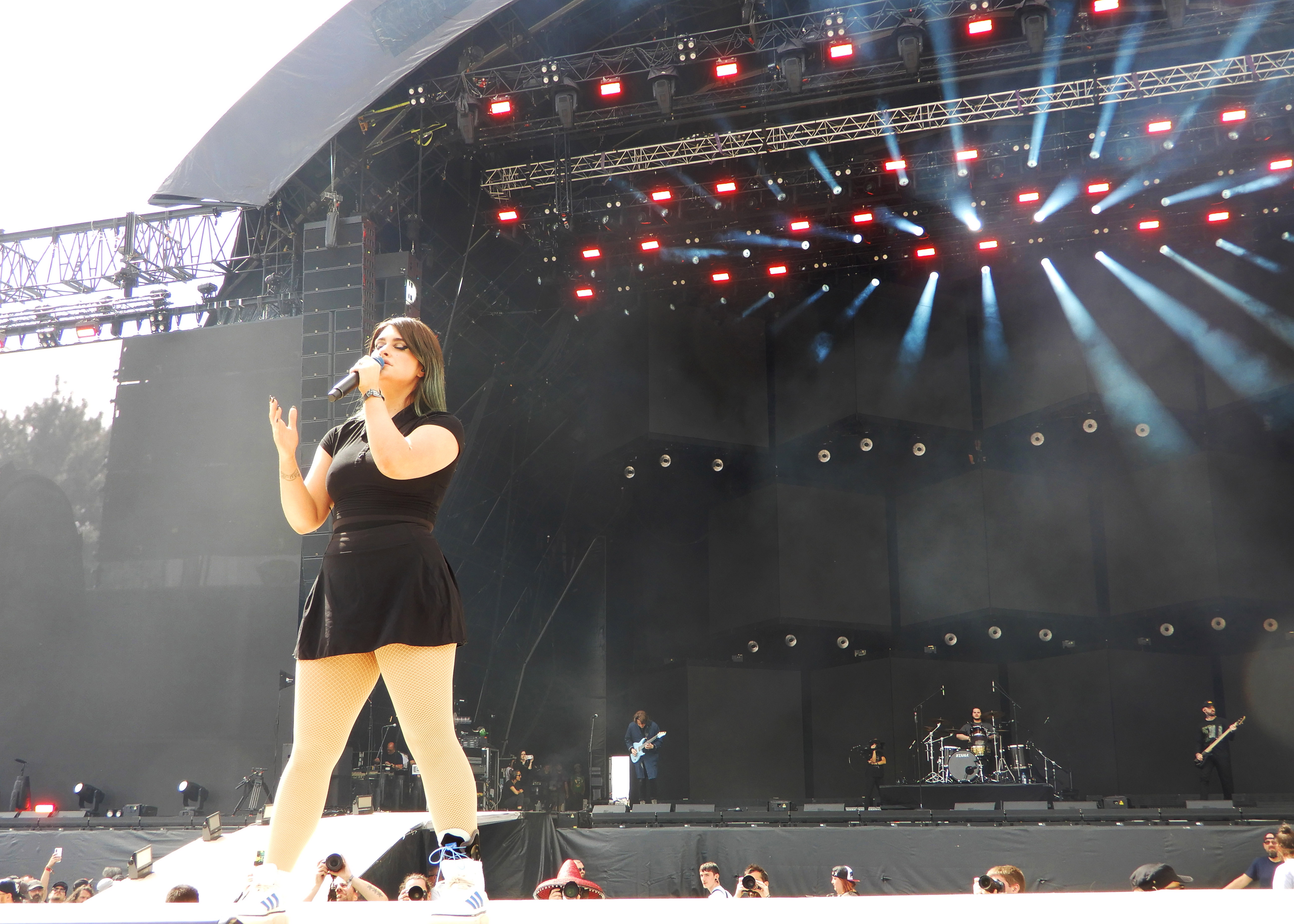
Spiritbox au Hellfest 2022.

Ryan Loerke quitte le groupe en 2020. Ils recrutent ensuite le batteur Zev Rose (nom de famille complet Rosenberg). À cause des restrictions dues à la pandémie de Covid-19, Ils ont rencontré Zev Rose en personne deux jours avant que le groupe ne se lance dans sa première tournée avec lui.
La production de l'album et sa sortie prévue pour avril 2020 sont interrompues en raison de la pandémie de Covid-19. Spiritbox rencontre un succès critique et commercial avec la sortie du single Holy Roller en juillet 2020. Il fait ses débuts à la 25e place au Billboard Hot Hard Rock Songs,. La version originale de la chanson a été la chanson numéro pendant sept semaines sur la station Devil's Dozen de Sirius XM Liquid Metal, et a été considérée comme la meilleure chanson de 2020 par les auditeurs de la station,. En septembre 2020, Spiritbox annonce avoir signé avec Rise Records dans un cadre de partenariat avec Pale Chord,. Le groupe a ensuite sorti un remix de Holy Roller en octobre, collaboration avec Ryo Kinoshita de Crystal Lake. La version remix Holy Roller a été n°2 pendant cinq semaines sur Devil's Dozen de Sirius XM Liquid Metal,. En décembre 2020, Spiritbox lance Constance, une chanson sur la démence dédiée à la grand-mère de Courtney. Dans le même mois, le sondage des lecteurs du magazine Kerrang! a élu Spiritbox comme « Meilleur nouveau groupe ». La sortie continue de clips « super populaires » a créé une attente pour le prochain album de Spiritbox.
En janvier 2021, Revolver inclut l'album Eternal Blue dans sa liste des « 60 albums les plus attendus de 2021 ». À ce stade, le groupe a déménagé à Joshua Tree, en Californie, pour continuer à travailler sur leur premier album. La date limite pour l'enregistrement de l'album a été fixée au mois d'avril 2021 pour pouvoir sortir l'album la même année. Le troisième single de l'album, Circle with Me, sort en avril. En mai, Courtney apparait sur sa première grande couverture de magazine, le numéro de mai de Kerrang!. Plus tard ce mois-là, le groupe sort le single Secret Garden, qui a atterri dans le Top 40 du palmarès Billboard Mainstream Rock. En juin 2021, dans le cadre de leur série Collection: Live, le Grammy Museum a demandé à Spiritbox d'interpréter et d'enregistrer une version acoustique en direct de Constance dans une église accompagnée d'un ensemble à cordes. Un dernier single, Hurt You, sort avant l'album fin août.
Fin août 2021, les chansons du groupe dépassent les 80 millions d'écoutes sur toutes les plateformes de streaming mondiales, et tous les articles de sortie physique et de merchandising étaient épuisés. Réfléchissant à l'anticipation de la sortie de l'album, il est décrit comme le « premier album le plus attendu de 2021 » par Alternative Press, Kerrang!, et Metal Hammer. À l'approche de la sortie d'Eternal Blue à la mi-septembre 2021, Courtney révèle que le batteur Zev Rosenberg était un membre officiel de Spiritbox ; cependant, les restrictions frontalières mutuelles résultant de la Covid-19 l'avaient empêché d'apparaître sur les photos promotionnelles du groupe en raison de sa résidence aux États-Unis. L'album est sorti le 17 septembre 2021, avec des critiques positives de la part des critiques,. Courtney déclare qu'elle considère Eternal Blue comme « enfin, à 32 ans, la réalisation de ma vraie voix ». Eternal Blue a été à la 13e place au  Billboard 200. L'album atterrit à la 3e place sur le tableau des meilleures ventes d'albums au cours de la semaine se terminant le 2 octobre 2021. Il s'est classé en tête pour les catégories Top Rock Albums et Hard Rock Albums du Billboard.

### Tsunami Sea(depuis 2025)
En novembre 2024, le groupe annonce la sortie de leur deuxième album, intitulé Tsunami Sea, pour le 7 mars 2025.

## Style musical et influences
Spiritbox utilise plusieurs styles musicaux basés sur le heavy metal. Écrivant pour Metal Injection, Max Morin a écrit qu'essayer de classer le groupe dans un style de musique particulier est « inutile ». Les critiques ont qualifié leur style de metalcore,,, de post-metal de djent,,, de metal progressif,, et de metal alternatif,,. Il a également été étiqueté comme « post-metalcore ». Bobby Olivier de Billboard a écrit que le groupe affichait des aspects allant de l'atmosphérique à l'industriel. Selon Courtney, la musique du groupe a été construite à partir d'une base de métal progressif avant d'être condensée pour la version finale des chansons. Eli Enis de Revolver  décrit le style musical du groupe comme un arrangement de « alt-metal avec des voix élégantes et des grooves de djent tonitruants ». Courtney elle-même a défini le genre musical de Spiritbox comme du metalcore ; cependant, elle a également déclaré que « Mon objectif principal avec ce groupe est la fluidité ».
Le groupe intègre des éléments électroniques tels que des samples et des tambours programmés dans leur son comme des caractéristiques distinctives, dans le cadre d'un genre musical évoluant grâce à l'utilisation artistique des nouvelles technologies[source secondaire souhaitée]. Guitar World a écrit que Spiritbox « a maîtrisé avec succès l'art du métal infusé numériquement » tout en « conservant un timbre sonore qui lui est complètement propre ». Le synthétiseur numérique apparait comme un aspect sonore particulier du groupe,. Spiritbox a combiné des styles électroniques après s'être inspiré de la scène musicale pop des années 1980, comme Nine Inch Nails, et des premiers groupes post-punk tels que The Cure. Le groupe a reconnu que l'impact des groupes de dark rock et de pop des années 1980, incarné par des compositions musicales épurées à travers le minimalisme du synthétiseur dans des structures de chansons « aérées », a inspiré le style de Spiritbox et a servi de colonne vertébrale à leur travail.
Spiritbox a crédité Alexisonfire et Protest the Hero comme les premières influences musicales. Le groupe fait référence à Depeche Mode et Tears for Fears comme des influences particulièrement importantes. Le style de jeu de guitare de Mike Stringer comprend la « technique de grattage de médiator à la Gojira ». Courtney a cité Tesseract, Deftones, Kate Bush, et Tool comme influences ; et a mentionné que Meshuggah était son « porte-drapeau » dans le heavy metal. Elle a également exprimé son admiration pour Gojira, Björk, Beyoncé, et FKA Twigs.
La première expérience de Courtney LaPlante avec le chant guttural est venue de l'écoute de Cannibal Corpse à l'âge de cinq ans, qui s'est développée en un intérêt marqué pour les voix dures au début de son adolescence tout en écoutant du nu metal. À l'âge de dix-huit ans, Courtney LaPlante a déposé sa voix hurlée pour la première fois sur un breakdown d'une chanson écrite par son frère. Elle a déclaré qu'il était nécessaire de repousser les limites du genre metalcore en apportant de la modernité et de la diversité dans les styles vocaux pour rester pertinent. Son phrasé vocal basé sur son expression musicale, principalement ancrée dans le RnB contemporain, deviendra un trait distinctif ; elle a cité Doja Cat, HER, SZA et The Weeknd comme influences. Le chant de Courtney a été acclamé par les critiques musicaux. Morin l'a qualifiée de « l'une des meilleures chanteuses de la scène métal moderne ». Sam Coare de Kerrang! met en évidence sa performance vocale en disant que « peu de chanteurs gèrent la transition du chant clair aux cris avec l'habileté, la profondeur et la férocité de Courtney LaPlante ».

## Tournée
Le groupe a entamé sa première tournée en février 2020, en première partie de After the Burial en Europe, bien qu'elle ait été annulée en cours de route en raison de la pandémie de Covid-19. Leur deuxième tournée en juillet 2021, en première partie de Limp Bizkit aux États-Unis, a également été annulée après quelques dates en raison de problèmes de sécurité liés à la pandémie. Cette tournée avortée avec Limp Bizkit a conduit le groupe à de nombreuses dépenses imprévues. Le chanteur de Shinedown, Brent Smith, a offert à Spiritbox 10 000 $ pour aider à couvrir les dépenses de tournée perdues, tandis que We Came as Romans a décidé de ne pas facturer le forfait d'éclairage que le groupe leur avait loué. Smith a déclaré : « Je me sentais horrible ce qui s'est passé et je détesterais que ce groupe ne puisse pas continuer à cause de cela et je veux juste contribuer. » En octobre 2021, Spiritbox s'est produit sur la croisière SS Neverender en tête d'affiche de Coheed et Cambria, produite par le partenaire de Norwegian Cruise Line Sixthman. En août 2021, Spiritbox a été annoncé comme l'un des groupes accompagnant la tournée Voyeurist d'Underoath, qui devait commencer en février 2022.

## Membres

### Membres actuels
- Courtney LaPlante - chant (depuis 2016)
- Mike Stringer - guitare (depuis 2016)
- Zev Rosenberg - batterie (depuis 2020)
- Josh Gilbert - basse (membre de tournée depuis 2022, membre permanent depuis 2023)

### Ancien membre d'enregistrement
- Mikey Montgomery - batterie (2017)

### Anciens membres
- Ryan Loerke - batterie (2018-2020)
- Bill Crook - basse (2018-2022)

## Discographie

### Singles
| Titre                   | Année | Album              |
| ----------------------- | ----- | ------------------ |
| The Beauty of Suffering | 2017  | Spiritbox          |
| Perennial               | 2018  | Singles Collection |
| Electric Cross          | 2018  | Singles Collection |
| Trust Fall              | 2018  | Singles Collection |
| Belcarra                | 2019  | Singles Collection |
| Bleach Bath             | 2019  | Singles Collection |
| Rule of Nines           | 2019  |                    |
| Blessed Be              | 2020  |                    |
| Holy Roller             | 2020  | Eternal Blue       |
| Constance               | 2020  | Eternal Blue       |
| Circle With Me          | 2021  | Eternal Blue       |
| Secret Garden           | 2021  | Eternal Blue       |
| Hurt You                | 2021  | Eternal Blue       |
| Rotoscope               | 2022  | Rotoscope          |

### Vidéographie
| Année | Chanson                           | Directeur(s)   |
| ----- | --------------------------------- | -------------- |
| 2018  | Perennial                         | Dylan Hryciuk  |
| 2018  | Electric Cross                    |                |
| 2019  | Belcarra                          |                |
| 2019  | Bleach Bath                       | Dylan Hryciuk  |
| 2019  | Rule of Nines                     |                |
| 2020  | Blessed Be                        |                |
| 2020  | Holy Roller                       |                |
| 2020  | Holy Roller (feat. Ryo Kinoshita) | Deadeyesart    |
| 2020  | Constance                         | Dylan Hryciuk  |
| 2021  | Circle With Me                    | Orie McGinness |
| 2021  | Secret Garden                     | Jensen Noen    |
| 2021  | Hurt You                          | Dylan Hryciuk  |
| 2022  | Rotoscope                         | Max Moore      |